# DLTK
DLTK (Dynamic Languages Toolkit) — инструментальный пакет разработчика для динамических языков на базе Eclipse, предназначен для разработчиков, исследователей и конечных пользователей, которые используют динамические языки.
DLTK включает в себя набор расширяемых фреймворков, разработанных с целью уменьшить сложность построения полноценных сред разработчика  для динамических языков, таких как PHP и Perl.
Помимо этого DLTK предоставляет полноценные среды разработчика (IDE) для языков Tcl, Ruby. А также начальную поддержку для языков Python и JavaScript, готовые для использования.
На основе DLTK Компания CodeGear выпускает коммерческую версию (3rdRail) среды разработчика (IDE) для языка Ruby и фреймворка Ruby On Rails.
Также компания Zend, ведущая проект PDT (PHP Development tools), начиная с версии 1.1 переводит его на основу DLTK.